# Bajt Nattif
Bajt Nattif (arab. بيت نتّيف) – nieistniejąca już arabska wieś, która była położona w Dystrykcie Hebronu w Mandacie Palestyny. Wieś została wyludniona i zniszczona podczas I wojny izraelsko arabskiej (al-Nakba), po ataku Sił Obronnych Izraela w dniu 21 października 1948.

## Położenie
Bajt Nattif leżała wśród wzgórz Judei, w odległości 12 kilometrów na zachód od miasta Jerozolima. Według danych z 1945 do wsi należały ziemie o powierzchni 4 458,7 ha. We wsi mieszkało wówczas 2 150 osób.
| własność gruntów | powierzchnia gruntów (hektary) |
| ---------------- | ------------------------------ |
| Arabowie         | 3 276,2                        |
| Żydzi            | 0                              |
| publiczne        | 1 182,5                        |
| Razem            | 4 458,7                        |

| Rodzaj użytkowanych gruntów | hektary |
| --------------------------- | ------- |
| uprawy oliwek               | 62      |
| uprawy nawadniane           | 68,8    |
| uprawy zbóż                 | 2 014,9 |
| nieużytki                   | 2 358,8 |
| zabudowane                  | 16,2    |

## Historia
W okresie panowania Brytyjczyków Bajt Nattif była dużą wsią. Posiadała własny meczet oraz szkołę podstawową dla chłopców.
Podczas I wojny izraelsko-arabskiej w drugiej połowie maja 1948 wieś zajęły egipskie oddziały. Podczas operacji Ha-Har w dniu 21 października 1948 wieś zajęli Izraelczycy. Mieszkańcy zostali wysiedleni, a większość domów wyburzono.

## Miejsce obecnie
Tereny wioski Bajt Nattif zostały zajęte przez utworzony w 1949 kibuc Netiw ha-Lamed-He, oraz w 1950 miasto Bet Szemesz.
Palestyński historyk Walid Chalidi, tak opisał pozostałości wioski Bajt Nattif: „Sterty gruzu zostały rozrzucone na dużym obszarze przez buldożery. Wśród gruzów można dostrzec sześć stalowych belek i pozostałości wysklepionych wejść do domów”.